# Wet van Geiger-Nuttall
In de kernfysica legt de wet van Geiger-Nuttall of de  regel van Geiger-Nuttall  een verband tussen de vervalconstante van een radioactieve isotoop en de energie van de alfa-deeltjes die worden uitgezonden. Het komt erop neer dat kortlevende isotopen alfadeeltjes met relatief meer energie uitzenden dan langlevende.
De wet werd in 1911 geformuleerd door Hans Geiger en John Mitchell Nuttall en geeft in zijn moderne vorm een uitdrukking voor de vervalconstante {\displaystyle \lambda =\ln 2/t_{1/2}}, waarin {\displaystyle t_{1/2}} de halveringstijd is:
{\displaystyle \ln \lambda =-a_{1}{\frac {Z}{\sqrt {E}}}+a_{2}}
met {\displaystyle Z} het atoomnummer en {\displaystyle E} de totale kinetische energie (van het alfa-deeltje en de resterende atoomkern). {\displaystyle a_{1}} en {\displaystyle a_{2}} zijn constanten.